# Ypsolopha nebulella
Ypsolopha nebulella là một loài bướm đêm thuộc họ Ypsolophidae. Nó được tìm thấy ở Nga.
Sải cánh dài 17–18 mm.